# 葵西
葵西（あおいにし）は静岡県浜松市中央区の町名。一丁目から六丁目まで存在する。住居表示実施済。

## 地理
浜松市中央区の北中部、萩丘地区の北部に位置する。北で初生町及び三方原町、西で西丘町、東で葵東三丁目、高丘北（一丁目～四丁目）及び高丘東（三丁目・五丁目）、西で大山町と接する。

### 河川
- 伊佐地川
- 花川

### 学区
小学校・中学校の学区は以下の通りである。
- 浜松市立葵西小学校（ただし、一丁目13-3、5、19、20は浜松市立瑞穂小学校）
- 浜松市立北星中学校（ただし、一丁目13-3、5、19、20は浜松市立開成中学校）

## 歴史

### 沿革
- 1889年（明治22年）4月1日 - 町村制の施行により、敷知郡上島村・一本杉村が周辺の村と合併し、敷知郡曳馬下村となる。旧村名は曳馬下村の大字として残る。また、段子川村が須之木沢村と合併し、改めて須之木沢村が発足する[WEB 9]。旧村名は須之木沢村の大字として残る[書籍 1]。
- 1891年（明治24年）6月11日 - 曳馬下村が曳馬村に改称する。
- 1893年（明治26年）4月1日 - 須之木沢村が吉野村に改称する。大字名に変更なし。
- 1896年（明治29年）4月1日 - 郡制の施行により、曳馬村・吉野村の所属郡が浜名郡に変更となる。
- 1908年（明治41年）12月28日 - 富塚村が吉野村大字段子川を編入する。
- 1934年（昭和9年）2月11日 - 曳馬村が町制施行し、曳馬町となる。
- 1936年（昭和11年）2月11日 – 曳馬町及び富塚村全域が浜松市に編入される。
- 1940年（昭和15年） - 大字上島・大字一本杉・大字段子川の各一部を合わせて葵町が新設される[WEB 10]。
- 1960年（昭和35年） - 葵町・泉町・和合町・吉野町の各一部を合わせて、高丘町が新設される[WEB 11]。
- 1978年（昭和53年）
  - 1月1日 - 住居表示の実施に伴い、葵町・泉町・高丘町・萩町の各一部を合わせて葵東一丁目が新設される[WEB 12]。
  - 葵町・吉野町・吉野東町・湖東町の各一部をあわせて、西丘町を新設する[WEB 13]。
- 1996年（平成8年）11月1日 - 住居表示の実施に伴い、葵東一丁目が高丘町の一部を編入するとともに、葵町の一部を分立して葵東三丁目を新設する[WEB 14]。
- 1997年（平成9年）11月1日 - 葵町が住居表示を実施し、実施地域について葵西の町名がつけられる（一丁目は高丘町の一部を含む）。また、これに伴い葵町は廃止される[WEB 15]。
- 2007年（平成19年）4月1日 - 浜松市が政令指定都市となる。葵西は中区の一部となる。
- 2024年（令和6年）1月1日 - 浜松市の行政区再編により、葵西は中央区の一部となる。

## 施設
- 浜松市立葵西小学校
- 静岡県立浜松視覚特別支援学校
- 遠州信用金庫葵西支店
- 浜松葵西郵便局
- DOWAサーモエンジニアリング浜松工場（DOWAホールディングス傘下）
- イオンタウン浜松葵
  - マックスバリュ浜松葵西店
- エブリィビッグデー姫街道店
- 杏林堂薬局姫街道店
- ローソン浜松葵西四丁目店
- 浜松市営葵西二丁目団地・葵西四丁目団地
- 静岡県営住宅葵団地
- 葵西公園
- 葵西いちょう公園
- 葵和地山東公園
- 葵和地山西公園
- 萩の原神社

## 交通

### バス
- 遠鉄バス
  - 40気賀三ヶ日線：（浜松駅 方面 - ）初生町西 - 葵西小学校入口 - 萩野原橋 - 三方原西（ - 聖隷三方原病院・気賀駅前／三ヶ日車庫 方面）
  - 51泉高丘線：（浜松駅 方面 - ）二里山橋 - 県営葵団地 - 萩の原神社 - 市営葵団地 - 三方原西（ - 姫街道車庫 方面）

### 道路
- 東名高速道路
- 静岡県道65号浜松環状線
- 静岡県道261号磐田細江線（姫街道）
- 浜松市道高丘葵線（ハーモニーロード（一部））
- 浜松市道葵高丘3号線（葵が丘通り）

## その他

### 警察
警察の管轄区域は以下の通りである。
| 番・番地等 | 警察署         | 交番・駐在所 |
| ---------- | -------------- | ------------ |
| 全域       | 浜松中央警察署 | 葵高丘交番   |

### 消防
消防の管轄区域は以下の通りである。
| 番・番地等 | 消防署   | 本署/出張所 |
| ---------- | -------- | ----------- |
| 全域       | 中消防署 | 高台出張所  |

### 備考
1. ↑  人口は一丁目～六丁目までの合計
2. ↑  面積は一丁目～六丁目までの合計

### 書籍
1. ↑  『浜松市史 三』浜松市役所、1980年3月26日、176頁。

### WEB
1. ↑  “h02_22.csv”.   総務省 (2022年2月10日). 2024年9月5日閲覧。
2. ↑  “chuouku_menseki.xlsx”.   浜松市 (2024年3月12日). 2024年9月5日閲覧。
3. ↑  “zissizennzi.pdf”.   浜松市 (2024年1月4日). 2024年9月5日閲覧。
4. ↑  “静岡県 浜松市中央区 葵西の郵便番号 - 日本郵便”.   日本郵便. 2025年2月15日閲覧。
5. ↑  “市外局番の一覧”.   総務省 (2022年3月1日). 2024年9月5日閲覧。
6. ↑  “事業所案内及び管轄地域（事務所3件、分室3件）”.   一般社団法人静岡県自動車会議所. 2024年9月5日閲覧。
7. ↑  “zissiitiran1.pdf”.   浜松市 (2024年1月4日). 2024年9月5日閲覧。
8. ↑  “学校名から探す／浜松市”.   浜松市 (2024年1月1日). 2024年9月5日閲覧。
9. ↑  “historyofcities.pdf”.   静岡県総務部合併推進室・財団法人静岡県市町村振興協会. 2024年10月11日閲覧。
10. ↑  “解説ページ”.   株式会社エア. 2024年10月11日閲覧。
11. ↑  “解説ページ”.   株式会社エア. 2024年10月11日閲覧。
12. ↑  “zissizennzi.pdf”.   浜松市 (2024年1月4日). 2024年10月11日閲覧。
13. ↑  “解説ページ”.   株式会社エア. 2024年10月11日閲覧。
14. ↑  “zissizennzi.pdf”.   浜松市 (2024年1月4日). 2024年10月11日閲覧。
15. ↑  “zissizennzi.pdf”.   浜松市 (2024年1月4日). 2024年9月5日閲覧。
16. ↑  “葵高丘交番｜静岡県警察”.   静岡県警察 (2024年1月1日). 2024年9月5日閲覧。
17. ↑  “消防署の町別管轄「あ」／浜松市”.   浜松市 (2020年3月25日). 2024年9月5日閲覧。